# Joan Amengual Fiol
Joan Amengual Fiol (Costitx, 4 de juny de 1955) és el primer objector de consciència militar de les Illes Balears. A l'edat de 22 anys, Amengual va ser la primera persona de les Illes en declarar-se en contra del servei militar i a negar la seva participació de forma directa, sense al·legar impediments ni tenint en compte circumstàncies de sexe, edat o religió.
En l'any 1977 l'Estat Espanyol tramitava les bases legals sobre l'objecció de consciència. Com a mostra de bona conducta davant diputats i personalitats d'altres països, concretament davant el diputat italià Marco Panella, se suspengué el consell de guerra pendent contra Joan Amengual el dia 1 de setembre de 1977. Com a mostra de suport a l'objector s'havien desplaçat a les Illes personalitats com el mateix diputat Marco Panella, en vaga de fam, i Pepe Beunza, primer objector de consciència catòlic d'Espanya. A més, nombroses persones escampades per Espanya en vaga de fam (una vintena d'objectors) donaven suport a la causa d'Amengual i reivindicaven la seva situació. Les accions d'Amengual causaren un significatiu impacte en l'organització militar espanyola i foren el referent de molts altres seguidors que es proclamaren objectors posteriorment.